# 1963年貴族法
1963年貴族法（1963ねんきぞくほう、英語: Peerage Act 1963 (1963 c. 48)）は、イギリスの法律。この法律により、女性貴族とスコットランドの世襲貴族に貴族院議員への就任権が与えられ（スコットランド貴族代表議員の制度は廃止）、世襲貴族を新しく継承した人物は爵位の放棄を許可された。

## 背景
1963年貴族法が成立した理由は主に第2代スタンスゲート子爵トニー・ベン（労働党所属）の抗議にある。当時のイギリスの法律の規定によると、連合王国貴族は（年齢などの条件を満たせば）自動的に貴族院議員になり、庶民院議員に就任して庶民院で投票することはできなかった。そのため、トニー・ベンの父ウィリアム・ウェッジウッド・ベンは1942年に子爵への叙爵を受け入れるにあたって、長男マイケルに庶民院議員に就任する意向がないことを確認した。しかし、マイケルは第二次世界大戦に従軍し、1944年に戦死した。その弟でウィリアムの次男にあたるトニーは爵位の法定推定相続人になったが、一方で1950年ブリストル・サウス・イースト選挙区補欠選挙に立候補して当選した。トニーは貴族院への移籍を望まず、1950年代を通して法改正運動をしたが、結局法改正がされないまま1960年にウィリアムが死去、トニーは爵位を継承して第2代スタンスゲート子爵になった。これによりトニーはブリストル・サウス・イースト選挙区の議席を失ったが、（無資格者にもかかわらず）1961年の補欠選挙で当選した。選挙裁判所はトニーが庶民院議員に就任できないとの判決を出し、得票数2位のマルコム・シンクレア（保守党所属）の当選を宣告した。1963年、保守党内閣は爵位放棄を許可する貴族法案の導入に同意、貴族法案は議会を通過して1963年7月31日に女王エリザベス2世の裁可を受けた。
トニー・ベンはそのまま最初に爵位を一代放棄した人物になり、シンクレアも就任時の約束を果たして、トニーの爵位放棄の前日にノースステッド邸家令の官職に就任した。これは庶民院議員の辞任が許可されないためであり、その代替手段として官職就任で庶民院議員への資格を失うことを利用したのであった。その後、トニー・ベンは1963年ブリストル・サウス・イースト選挙区補欠選挙で再び当選した。

## 内容

### 爵位一代放棄
世襲貴族を一代限りで放棄する場合、放棄声明書を大法官に提出する必要があるが、提出には期限が定められている（第1条1項）。その期限とは爵位継承から1年以内で、継承時点で21歳未満の場合は22歳になるまで、1963年貴族法の施行時点ですでに爵位を継承した場合は施行から1年以内である（第1条2項、3項）。ただし、爵位継承時点で庶民院議員である場合、期限は1か月に短縮され、さらに放棄声明書を提出する前は庶民院議員として会議に出席したり投票したりすることは禁止される（第2条1項）。世襲貴族が1963年貴族法の施行以降に貴族院への議会召集令状を申請した場合、爵位放棄声明書は提出できなくなるが（第1条2項。また、施行以前に議会召集令状を申請した場合は提出できる（第1条3項））、この条項は1999年貴族院法で廃止された。なお、1999年貴族院法の施行以降は世襲貴族が貴族院への議会召集令状の申請権を自動的に有することはなくなった。世襲貴族を一代限りで放棄する場合、その爵位の称号、権利、特権は全て失われ、結婚している場合はその妻も同様に（貴族夫人などの）称号、権利、特権を失う（第3条1項）。また、世襲貴族を一代限りで放棄した人物を再び世襲貴族に叙することはできないが（第3条2項）、（世襲貴族ではないため）一代貴族への叙爵は可能である。一代放棄された爵位は放棄した人物の死去まで所持者が存在しなくなり（第3条1項）、放棄した人物が死去すると爵位は普段通りに継承される。
すでに爵位を継承した人物でも1963年貴族法の施行から1年以内に爵位を放棄できるという規定はすぐにその重要性を示した。というのも、貴族法の施行から数か月後の1963年10月に首相ハロルド・マクミランが辞任、その後任をめぐって2人の世襲貴族を意欲を示したが、この時点の慣習では首相は庶民院議員でなければならなかった。そのため、第2代ヘイルシャム子爵クィンティン・ホッグ（1950年に爵位継承）と第14代ヒューム伯爵アレック・ダグラス＝ヒューム（1951年に爵位継承）は「施行から1年以内」という規定に基づき爵位を放棄した。その後、ダグラス＝ヒュームは首相に就任、また2人とも後に一代貴族として貴族院に戻った。
1999年に世襲貴族の自動的に貴族院議員に就任できる権利が廃止され、それに伴い庶民院議員への就任と庶民院での投票に対する制限も撤廃された。そのため、庶民院議員への就任を理由とする爵位放棄はその必要性がなくなった。2001年、第3代サーソー子爵ジョン・シンクレアはイギリス史上はじめて庶民院議員に就任したイギリスの世襲貴族になった（それまではアイルランド貴族かスコットランド貴族、または爵位一代放棄をした例しかなかった）。同年、クィンティン・ホッグの息子で庶民院議員のダグラス・ホッグは父が一代放棄した爵位を継承したが、それを一代放棄せずに庶民院議員を務めることができた。2004年にロジアン侯爵の爵位を継承したマイケル・アンクラムも同様だった。その後、ホッグとアンクラムは一代貴族に叙されて貴族院に移り、サーソー子爵は2015年イギリス総選挙で落選した後世襲貴族の互選で貴族院議員に当選した。このように、爵位一代放棄が主な目的を失ったため、1999年以降の爵位一代放棄は2002年にクリストファー・シルキンがシルキン男爵を一代放棄したという1例しかなかった。
爵位一代放棄に関する規定はイングランド貴族、スコットランド貴族、グレートブリテン貴族、連合王国貴族にのみ適用され（第1条1項）、アイルランド貴族の一代放棄に関する規定はなかった。これはアイルランドの大半が1922年に独立し、アイルランド貴族代表議員が1961年までに全員死去したことにより、アイルランド貴族の貴族代表議員選出の権利も消滅したとされたためだった。

### それ以外の条項
1963年貴族法はイングランド貴族、グレートブリテン貴族、連合王国貴族と同じく無条件で貴族院議員に就任する権利をスコットランド貴族に与えたが（第4条）、これは貴族代表議員の制度の終焉と（1707年スコットランド貴族代表議員法、1847年貴族代表議員(スコットランド)法、1851年貴族代表議員(スコットランド)法は1963年貴族法の施行に伴い廃止された）、貴族院におけるスコットランド貴族議員の人数の大幅増（16人から約115人に上昇）を意味した。一方、アイルランド貴族にも同じ権利を与える修正案は賛成8、反対90で否決された。
アイルランド貴族はそれまで連合王国庶民院の選挙では投票を禁止されていたが、1963年貴族法により投票を許可された（第5条）。
アイルランド貴族を除く女性世襲貴族は1963年貴族法により貴族院議員に就任する権利を与えられた（第6条）。これにより貴族院の女性議員が12人増えた。1963年貴族法に先立つ1958年一代貴族法では男性・女性にかかわらず一代貴族に貴族院議員に就任する権利を与えており、第2代レイブンズデール女男爵アイリーン・カーゾンは1958年に一代貴族であるケドルストンのレイブンズデール女男爵に叙されたためすでに貴族院議員に就任していた。1963年貴族法の成立以降、1999年貴族院法の成立以前に貴族院議員に就任した女性世襲貴族は下記の通り。
| 爵位                             | 名前                                                             | 就任日         | 出典   |
| -------------------------------- | ---------------------------------------------------------------- | -------------- | ------ |
| ノッキンのストレンジ女男爵       | エリザベス・フランシス・フィリップス                             | 1963年11月19日 | [ 9 ]  |
| オードリー女男爵                 | ロジーナ・ロイス・ヴェロニカ・マクナミ                           | 1963年11月20日 | [ 10 ] |
| ボーモント女男爵                 | モナ・ジョセフィン・テンペスト・フィッツアラン＝ハワード         | 1963年12月4日  | [ 11 ] |
| キンロス女卿                     | ベアトリス・メアリー・グレンヴィル・フリーマン＝グレンヴィル     | 1964年2月18日  | [ 12 ] |
| エロル女伯爵                     | ダイアナ・デニス・ヘイ                                           | 1964年7月29日  | [ 13 ] |
| ネアーン女卿                     | キャサリン・イヴリン・コンスタンス・ビガム                       | 1964年10月27日 | [ 14 ] |
| センピル女卿                     | アン・モイラ・フォーブス＝センピル                               | 1966年7月19日  | [ 15 ] |
| バークリー女男爵                 | メアリー・ラル・フォーリー＝バークリー                           | 1967年5月10日  | [ 16 ] |
| ラウドン女伯爵                   | バーバラ・ハドルストン・アブニー＝ヘイスティングス               | 1967年6月22日  | [ 17 ] |
| フリーランドのリーヴェン女卿     | ブリジット・ヘレン・モンクトン                                   | 1967年10月26日 | [ 18 ] |
| サザーランド女伯爵               | エリザベス・ミリセント・サザーランド                             | 1968年3月26日  | [ 19 ] |
| ダーシー・ド・ネイス女男爵       | ダヴィナ・マーシア・ハーバート・イングラムズ                     | 1969年7月15日  | [ 20 ] |
| デイカー女男爵                   | レイチェル・レイラ・ダグラス＝ヒューム                           | 1970年5月28日  | [ 21 ] |
| ハンガーフォードのポータル女男爵 | ローズマリー・ポータル                                           | 1972年4月26日  | [ 22 ] |
| ダドリー女男爵                   | バーバラ・エイミー・フェリシティ・ハミルトン                     | 1973年5月23日  | [ 23 ] |
| ルーカス女男爵                   | アン・ローズマリー・パーマー                                     | 1975年6月10日  | [ 24 ] |
| マー女伯爵                       | マーガレット・オブ・マー                                         | 1975年10月28日 | [ 25 ] |
| アバーネシーのソルトーン女卿     | マージョリー・フローラ・フレイザー                               | 1979年12月13日 | [ 26 ] |
| ブレイ女男爵                     | メアリー・ペネロープ・オーブリー＝フレッチャー                   | 1986年4月9日   | [ 27 ] |
| ストレンジ女男爵                 | ジーン・チェリー・ドラモンド・オブ・メギンチ                     | 1986年12月17日 | [ 28 ] |
| ビルマのマウントバッテン女伯爵   | パトリシア・エドウィナ・ヴィクトリア・ナッチブル                 | 1988年以前     |        |
| ウォートン男爵                   | マートル・オリーヴ・フェリックス・ロバートソン                   | 1990年6月25日  | [ 29 ] |
| ウィロビー・ド・アーズビー女男爵 | ナンシー・ジェーン・マリー・ヒースコート＝ドラモンド＝ウィラビー | 1994年1月25日  | [ 30 ] |
| バーナーズ男爵                   | パメラ・ヴィヴィアン・カーカム                                   | 1995年10月25日 | [ 31 ] |
| アーリントン女男爵               | ジェニファー・ジェーン・フォーウッド                             | 1999年5月27日  | [ 32 ] |

## 一代限りで放棄された爵位の一覧
下記の表組みでは従属爵位を省略する。2024年7月時点で一代放棄中の爵位はシルキン男爵のみである。
| 爵位                       | 人物                                                             | 爵位放棄の期間  | 注釈                                                             | 出典         |
| -------------------------- | ---------------------------------------------------------------- | --------------- | ---------------------------------------------------------------- | ------------ |
| スタンスゲート子爵         | 2代子爵トニー・ベン（1925年 – 2014年）                           | 1963年 – 2014年 | 現存。2014年にスティーブン・ベンが継承                           | [ 1 ] [ 4 ]  |
| オルトリナム男爵           | 2代男爵ジョン・グリッグ（1924年 – 2001年）                       | 1963年 – 2001年 | 現存。2001年にアンソニー・グリッグが継承                         | [ 4 ] [ 33 ] |
| ヒューム伯爵               | 14代伯爵アレック・ダグラス＝ヒューム（1903年 – 1995年）          | 1963年 – 1995年 | 現存。1995年にデイヴィッド・ダグラス＝ヒュームが継承             | [ 34 ] [ 1 ] |
| ヘイルシャム子爵           | 2代子爵クィンティン・ホッグ（1907年 – 2001年）                   | 1963年 – 2001年 | 現存。2001年にダグラス・ホッグが継承                             | [ 35 ] [ 1 ] |
| サウサンプトン男爵         | 5代男爵チャールズ・フィッツロイ（1904年 – 1989年）               | 1964年 – 1989年 | 現存。1989年にチャールズ・フィッツロイが継承                     | [ 36 ]       |
| モンクスウェル男爵         | 4代男爵ウィリアム・コリアー（1913年 – 1984年）                   | 1964年 – 1984年 | 現存。1984年にジェラード・コリアーが継承                         | [ 37 ]       |
| ビーヴァーブルック男爵     | 2代男爵サー・マックス・エイトケン（1910年 – 1985年）             | 1964年 – 1985年 | 現存。1985年にマクスウェル・エイトケンが継承                     | [ 38 ]       |
| サンドウィッチ伯爵         | 10代伯爵ヴィクター・モンタギュー（1906年 – 1995年）              | 1964年 – 1995年 | 現存。1995年にジョン・モンタギューが継承                         | [ 39 ]       |
| アランダーのフレイザー男爵 | 2代男爵サー・ヒュー・フレイザー（1936年 – 1987年）               | 1966年 – 1987年 | 1987年廃絶                                                       | [ 40 ]       |
| ダラム伯爵                 | 6代伯爵アントニー・ラムトン（1922年 – 2006年）                   | 1970年 – 2006年 | 現存。2006年にエドワード・ラムトンが継承                         | [ 41 ]       |
| アヨットのサンダーソン男爵 | 2代男爵アラン・リンゼイ・サンダーソン（1931年 – 2022年）         | 1971年 – 2022年 | 現存。2022年にマイケル・サンダーソンが継承                       | [ 42 ]       |
| リース男爵                 | 2代男爵クリストファー・リース（1928年 – 2016年）                 | 1972年 – 2016年 | 現存。2016年にジェームズ・リースが継承                           | [ 43 ]       |
| シルキン男爵               | 2代男爵アーサー・シルキン（1916年 – 2001年）                     | 1972年 – 2001年 | 2001年にクリストファー・シルキンが継承するが、同じく一代放棄した | [ 44 ]       |
| アーチボルド男爵           | 2代男爵ジョージ・クリストファー・アーチボルド（1926年 – 1996年） | 1975年 – 1996年 | 1996年廃絶                                                       | [ 45 ]       |
| マーサー男爵               | 4代男爵トレヴァー・ルイス（1935年 – 2015年）                     | 1977年 – 2015年 | 現存。2015年にデイヴィッド・ルイスが継承                         | [ 46 ]       |
| セルカーク伯爵             | 11代伯爵ジェームズ・ダグラス＝ハミルトン（1942年 – 2023年）      | 1994年 – 2023年 | 現存。2023年にジョン・ダグラス＝ハミルトンが継承                 | [ 47 ]       |
| キャムローズ子爵           | 3代子爵マイケル・ベリー（1911年 – 2001年）                       | 1995年 – 2001年 | 現存。2001年にエイドリアン・ベリーが継承                         | [ 48 ]       |
| シルキン男爵               | 3代男爵クリストファー・シルキン（1947年 – ）                     | 2002年 –        |                                                                  | [ 49 ]       |